# Bràfim
Bràfim település Spanyolországban, Tarragona tartományban. Bràfim Vila-rodona, Montferri, Vilabella, Puigpelat és Alió községekkel határos. Lakosainak száma 696 fő (2024).

## Népesség
A település népessége az elmúlt években az alábbi módon változott:
| Lakosok száma | 272  | 1096 | 903  | 683  | 593  | 610  | 666  | 660  | 692  | 696  |
|               | 1717 | 1887 | 1936 | 1960 | 1986 | 2004 | 2009 | 2014 | 2019 | 2024 |